# Сов, Силла
Силла Сов (нидерл. Sylla Sow; род. 8 августа 1996, Неймеген, Гелдерланд) — нидерландский футболист, вингер саудовского клуба «Ан-Наджма».

## Клубная карьера
Родился в Неймегене, Нидерланды, в семье сенегальского происхождения. Сов — воспитанник клубов НЕК и «Утрехт». 14 сентября 2015 года в матче против Гронингена (до 21) он дебютировал в составе «Йонг Утрехт» и отметился результативной передачей. 9 ноября в поединке против сверстников из «Алмере Сити» он забил первый гол за «Йонг Утрехт». Всего провёл за дублёров клуба около 100 матчей во всех турнирах.
29 апреля 2018 года в матче против «Хераклес» Силла дебютировал в Эредивизи, выйдя на замену вместо Урби Эмануэлсона. Так он стал третьим игроком которые дебютировали за «Утрехт», до этого выступая за «Йонг Утрехт» в Эрстедивизи.
2 января 2019 года было объявлено что Сов стал игроком «Валвейк». 13 января в матче против ТОП Осс он дебютировал за клуб. В следующем матче против «Йонг Аякс» он оформил дубль, сделав первые результативные действия в составе «Валвейк».
19 августа 2021 года Сов стал игроком английского «Шеффилд Уэнсдей». 31 августа в матче трофея Английской футбольной лиги против юниоров «Ньюкасл Юнайтед» он дебютировал за клуб. 11 сентября в матче против «Плимут Аргайл» он дебютировал в Лиге 1.
27 августа 2022 года сообщалось что Силла станет игроком «Де Графсхап». Однако, трансфер сорвался и вингер подписал контракт с клубом «Гоу Эхед Иглз».
Летом 2024 года перешёл в клуб из Саудовской Аравии «Ан-Наджма».